# Бар, Арад
Ара́д Бар (ивр. ארד בר‎; 29 января 2000) — израильский футболист, полузащитник клуба «Бней Иегуда».

## Биография

### Клубная карьера
Начинал заниматься футболом в «Маккаби» Тель-Авив, откуда в 2015 году перешёл в «Маккаби» Петах-Тиква. Дебютировал на профессиональном уровне в сезоне 2019/20 в Лиге Леумит. В свой дебютный сезон стал победителем лиги и перешёл с командой в высший дивизион, где отыграл 2 года. По итогам сезона 2021/22 «Маккаби» вылетел в Лигу Леумит, которую вновь выиграл на следующий сезон. Летом 2023 года Бар заключил контракт с швейцарским клубом «Цюрих».

### Карьера в сборной
В составе молодёжной сборной Израиля был участником чемпионата Европы 2023, сыграл в двух матчах группового этапа, но в плей-офф на поле не выходил, дошёл со сборной до полуфинала.

## Достижения
«Маккаби» Петах-Тиква
- Победитель Лиги Леумит: 2019/20, 2022/23